# Donal Murray
Donal Brendan Murray (ur. 29 maja 1940 w Dublinie, zm. 13 października 2024 w Limerick) – irlandzki duchowny rzymskokatolicki, w latach 1996–2010 biskup Limerick.

## Życiorys
Święcenia kapłańskie przyjął 22 maja 1966. 4 marca 1982 został mianowany biskupem pomocniczym Dublina ze stolicą tytularną Glenndálocha. Sakrę biskupią otrzymał 18 kwietnia 1982. 10 lutego 1996 objął rządy w diecezji Limerick. 17 grudnia 2009 zrezygnował z urzędu.